# Ousilhão
Ousilhão (antigamente chamada Ouzilhão) é uma aldeia transmontana do Município de Vinhais, no Distrito de Bragança, localizada a cerca de 8 km da sede do Município e a 23 km da cidade de Bragança.
Até 2013, Ousilhão foi a sede da Freguesia de Ousilhão, freguesia esta que ocupava uma área de 14,86 km² e contava com 123 habitantes (2011). 
Em 2013, no âmbito da reorganização do território das freguesias, a Freguesia de Ousilhão foi extinta (agregada) tendo o seu território sido integrado na então criada União das freguesias de Nunes e Ousilhão. 
A aldeia está dividida em 7 bairros:
- Bairro de Cima
- Bairro de Baixo
- Bairro do Campasso
- Bairro de Amiã
- Bairro de Cabanelas
- Bairro do Fontão
- Bairro do Campo

O Bairro de Cima funciona como a porta de entrada da aldeia e também como a sua sala de vistas. É neste bairro que se situa "O Campo" onde se realizam alguns dos eventos com maior visibilidade externa.
No Bairro de Baixo é possível encontrar a Junta da Freguesia, a Casa do Povo, a antiga escola primária onde funciona actualmente a sede da Associação Cultural, Recreativa e Desportiva de Ousilhão e o café e o mini mercado do Sr Nelson
A Igreja Matriz da freguesia fica localizada no Bairro do Campasso.

## População
| População da Freguesia de Ousilhão | População da Freguesia de Ousilhão | População da Freguesia de Ousilhão | População da Freguesia de Ousilhão | População da Freguesia de Ousilhão | População da Freguesia de Ousilhão | População da Freguesia de Ousilhão | População da Freguesia de Ousilhão | População da Freguesia de Ousilhão | População da Freguesia de Ousilhão | População da Freguesia de Ousilhão | População da Freguesia de Ousilhão | População da Freguesia de Ousilhão | População da Freguesia de Ousilhão | População da Freguesia de Ousilhão |
| ---------------------------------- | ---------------------------------- | ---------------------------------- | ---------------------------------- | ---------------------------------- | ---------------------------------- | ---------------------------------- | ---------------------------------- | ---------------------------------- | ---------------------------------- | ---------------------------------- | ---------------------------------- | ---------------------------------- | ---------------------------------- | ---------------------------------- |
| 1864                               | 1878                               | 1890                               | 1900                               | 1911                               | 1920                               | 1930                               | 1940                               | 1950                               | 1960                               | 1970                               | 1981                               | 1991                               | 2001                               | 2011                               |
| 492                                | 502                                | 519                                | 494                                | 495                                | 416                                | 389                                | 483                                | 396                                | 496                                | 292                                | 253                                | 194                                | 135                                | 123                                |

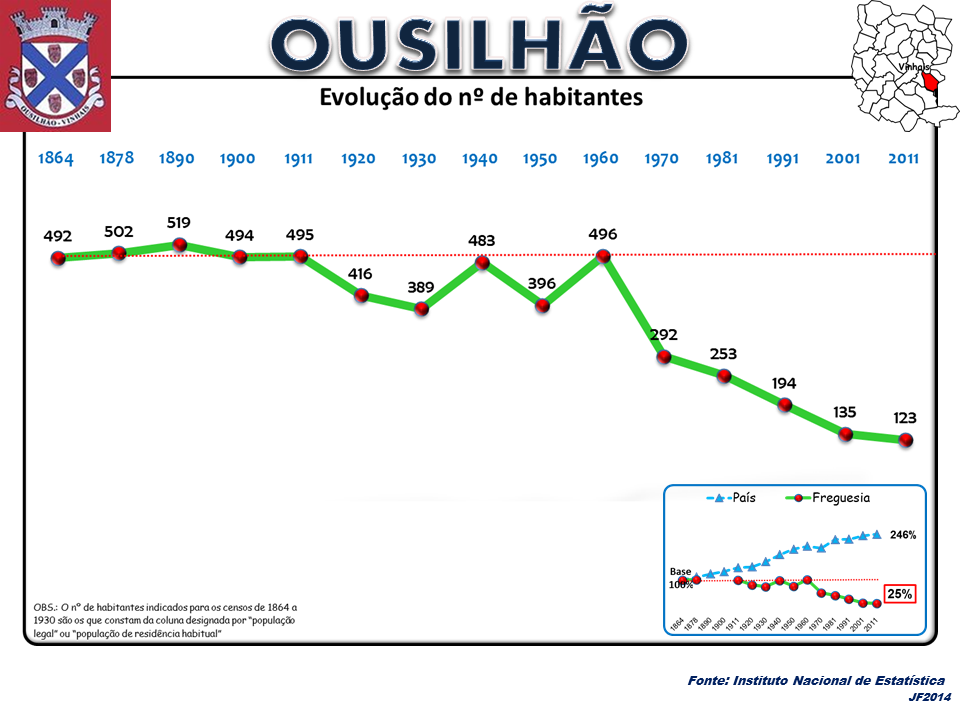
Evolução da População 1864 / 2011
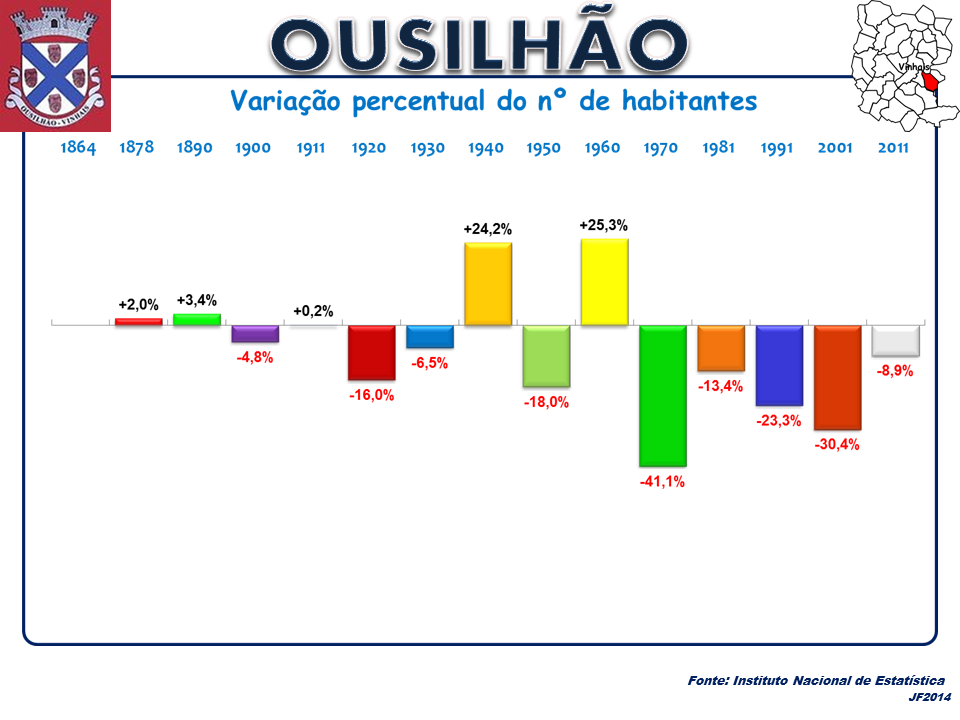
Variação da População 1864 / 2011
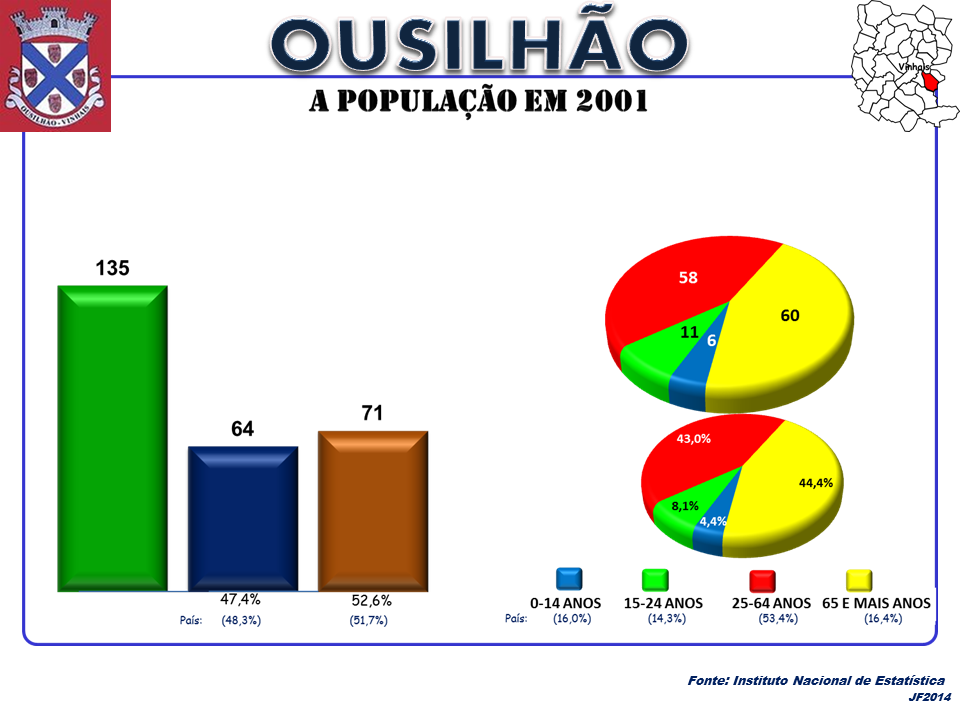
A População em 2001
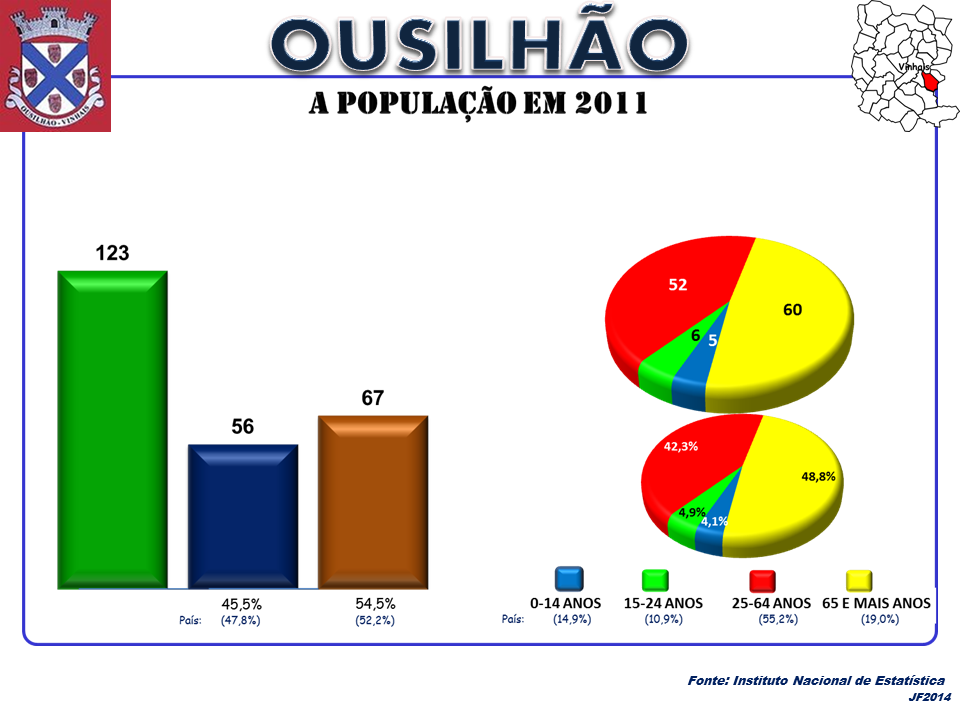
A População em 2011

## Património
- Monte de Santa Comba
- Máscaras e caretos
- Monte do Castro